# Leipziger Güterring

Leipziger Güterring

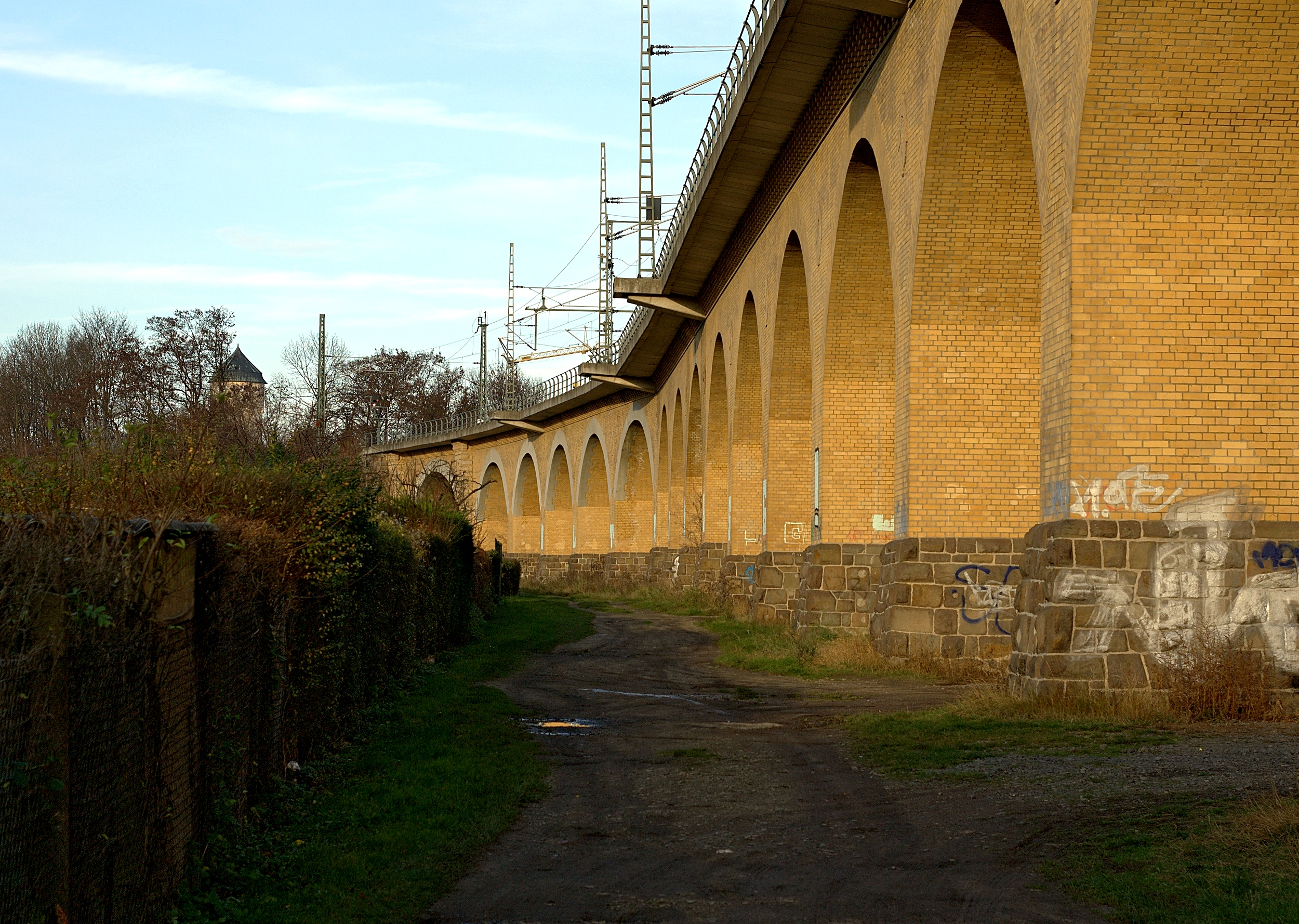
Wahrener Eisenbahnviadukt als Teil des Leipziger Güterrings zwischen Leutzsch und Wahren / Wiederitzsch

Der Leipziger Güterring ist eine Eisenbahnverbindung in Sachsen und besteht aus mehreren Einzelstrecken. Sie verbindet als Güterzugumfahrung im Eisenbahnknoten Leipzig alle zulaufenden Strecken miteinander und ermöglicht in dieser Funktion die betriebliche Trennung von Personen- und Güterzugverkehr.

## Geschichte
Der Bau des Leipziger Güterrings ist eng mit der umfassenden Umgestaltung der Leipziger Eisenbahnanlagen in den Jahren vor dem Ersten Weltkrieg verbunden. In jener Zeit erwiesen sich die parallel errichteten Eisenbahninfrastrukturen der Kgl. Sächsischen Staatseisenbahnen und der Preußischen Staatsbahn als nicht mehr zeitgemäß und ungenügend.

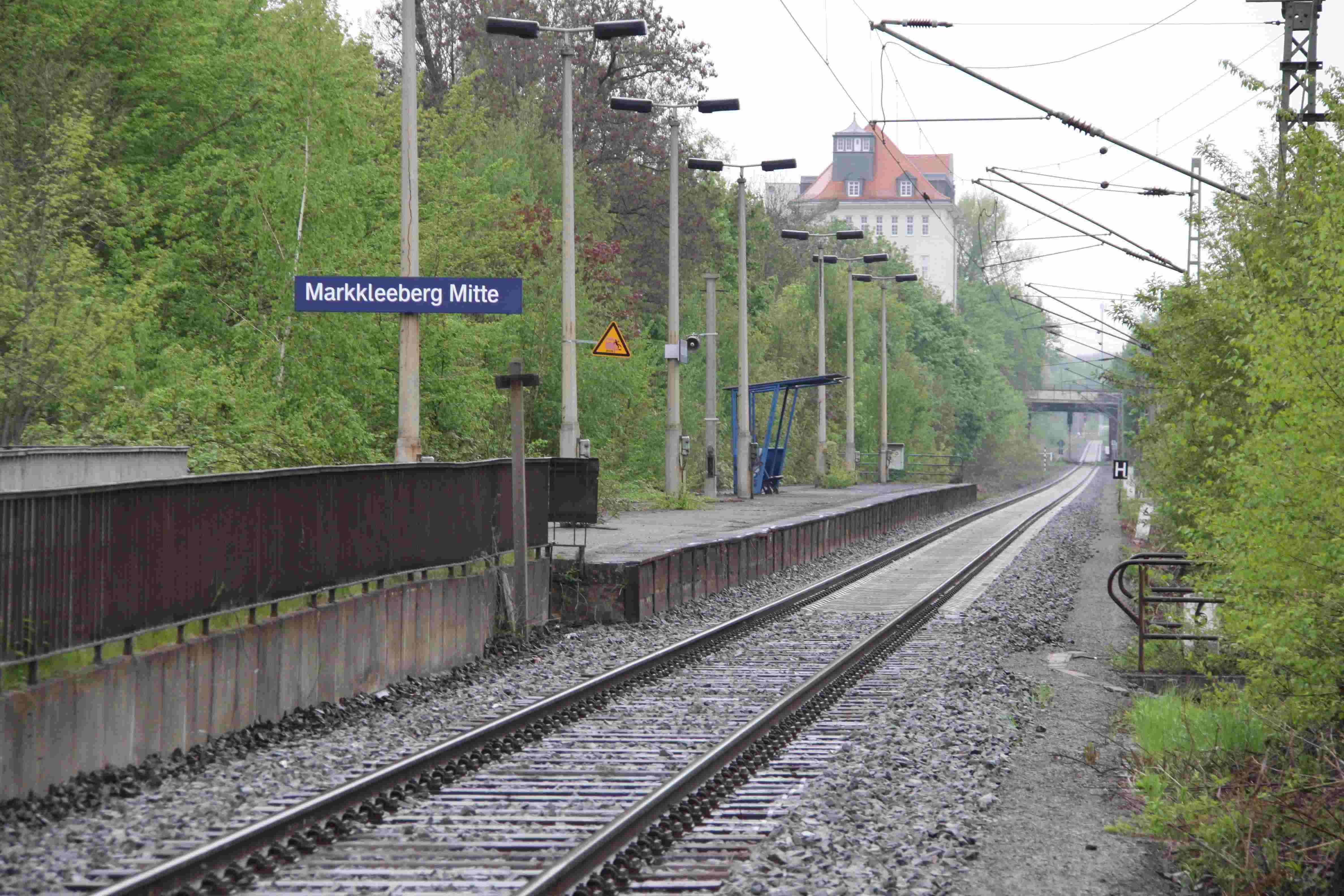
Der nur noch bei Umleitungen genutzte S-Bahn-Haltepunkt Markkleeberg Mitte an der Strecke Leipzig-Plagwitz–Markkleeberg-Gaschwitz (2010)

Der größte Teil der Trasse wurde durch die Preußische Staatsbahn nördlich und westlich des Leipziger Stadtgebietes errichtet. Die Kgl. Sächsischen Staatseisenbahnen bauten einige Verbindungsstrecken östlich von Leipzig, die insbesondere der Einbindung des neuen Rangierbahnhofes Leipzig-Engelsdorf dienten. Die sächsische, bislang nur als Sekundärbahn betriebene Verbindung Plagwitz-Lindenau–Gaschwitz wurde zur eingleisigen Hauptbahn ausgebaut.
Die Strecke zwischen dem Rangierbahnhof Leipzig-Wahren und Leipzig-Schönefeld wurde bereits 1914 mit elektrischer Fahrleitung überspannt. Sie gehörte damit zu den ersten elektrifizierten Vollbahnstrecken in Deutschland. Bedingt durch die beiden Weltkriege und den daraus folgenden Demontagen konnte die vollständige Elektrifizierung des Güterringes allerdings erst 1963 abgeschlossen werden.
Bis 1969 erfolgte der Ausbau der Verbindung Leipzig-Plagwitz–Gaschwitz zur ersten Leipziger S-Bahn-Linie A. Nach den politischen und wirtschaftlichen Veränderungen nach der Wende wurde der Verkehr immer weiter ausgedünnt und zusammengestrichen, im Jahr 2002 nach immer stärker schrumpfenden Fahrgastzahlen gänzlich eingestellt.
Heute trägt der Güterring noch immer die Hauptlast des Güterverkehrs im Eisenbahnknoten Leipzig. Planmäßiger Reisezugverkehr findet, außer durch baubedingte Umleitungen, nicht mehr statt. Trotzdem bestehen auf allen Strecken für Reisezüge zugelassene Fahrstraßen; der östliche Teil des Güterrings wird zum Beispiel sporadisch für Umleiter zwischen Berlin und Dresden durch Fernzüge benutzt. Genutzt wurden sie in der Vergangenheit regelmäßig für Messe-Sonderzüge, die zum Bayerischen Bahnhof verkehrten. Mit der Inbetriebnahme des City-Tunnels am 15. Dezember 2013 wurde die Strecke ELSt/6375 zwischen dem Streckenwechsel an der bisherigen Abzweigstelle Tabakmühle und Engelsdorf in das Netz der S-Bahn Mitteldeutschland integriert.

## Strecken
Erbaut durch Preußische Staatsbahn:

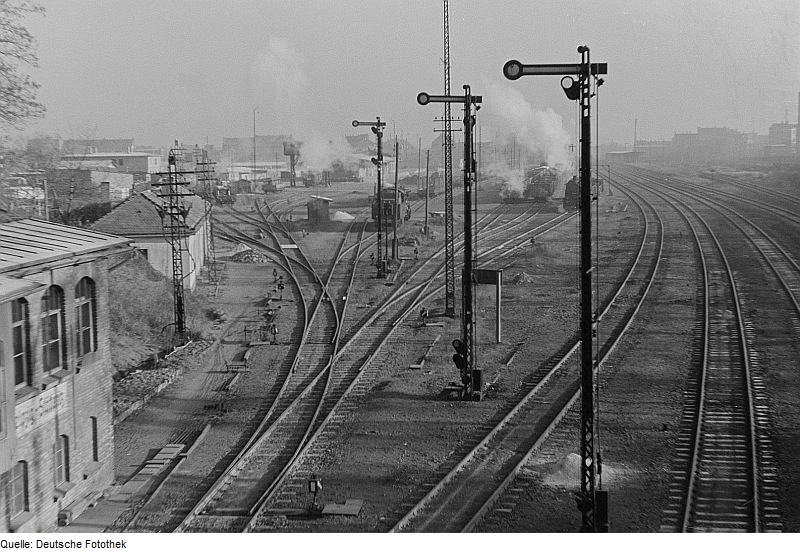
Güterbahnhof Stötteritz (1952)

- Leipzig-Leutzsch–Leipzig-Wahren (* 9. April 1905)
- Leipzig-Wahren–Leipzig-Schönefeld (* 1. Mai 1906)

Erbaut durch Kgl. Sächs. Staatseisenbahnen:
- Leipzig-Plagwitz–Markkleeberg-Gaschwitz (* 1. September 1879 als Sekundärbahn; 1907 zur Hauptbahn ausgebaut)
- Leipzig-Schönefeld–Leipzig-Engelsdorf (* 1. Mai 1906)
- Leipzig-Engelsdorf–Leipzig-Stötteritz (* 1. Mai 1906)